# Any Road
Any Road è l'ultimo singolo di George Harrison, traccia d'apertura del suo album postumo Brainwashed, del 2002. È stata scritta nel 1988 da Harrison mentre registrava un video per il suo album Cloud Nine.

Nel maggio 2003 venne pubblicato come singolo per il solo mercato britannico, raggiungendo la 37ª posizione.

## Tracce
Any Road è il ventunesimo singolo di Harrison, il primo dopo 14 anni. Come lato B aveva Marwa Blues, un brano strumentale anch'esso estratto da Brainwashed. Tutte le canzoni sono scritte da George Harrison.
- 7" R6601, CD CDRS6601

1. Any Road - 3:49
2. Marwa Blues - 3:40
3. Any Road (video) - solo nella versione CD

## Formazione
- George Harrison - voce, chitarra acustica, chitarra slide, banjulele
- Dhani Harrison - chitarra elettrica, cori
- Jeff Lynne - basso, pianoforte, cori
- Jim Keltner - batteria